# Stronti permanganat
Stronti permanganat là một hợp chất vô cơ có công thức hóa học Sr(MnO4)2 (hoặc SrMn2O8). Phân tử khối của hợp chất này là 341,6 g/mol.